# Fartó
Els fartons són una especialitat de pastisseria d'Alboraia (País Valencià). Tenen forma de bastonets i es mengen habitualment calents i sucant-los dins d'orxata ben freda.

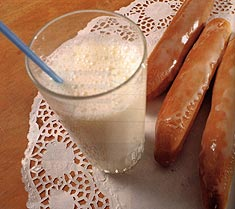
Un got d'orxata amb fartons

Es preparen a partir de farina, aigua o llet, sucre, oli, llevat i ous. Diverses companyies de venda d'aliments els comercialitzen, amb varietats diferents amb xocolata per dins o diverses cremes, com els Muakis. Sent principalment la majoria d'estes empreses valencianes o que operen al País Valencià, pel fet de ser un producte gastronòmic tan típic de la terra i amb l'intent encara d'exposar-lo a potencials mercats compradors en un futur.